# 钱宇平
钱宇平(1966年10月6日—)，中国上海人，著名围棋棋手，中国棋院围棋九段，绰号“钱大”。
钱1972年学棋，1982年4月被定为四段，同年12月升为五段，1983年11月升为六段，1985年5月升为七段，1986年4月升为八段，1987年6月升为九段。1988年夺得全国围棋个人赛冠军，但同年由于用功过度，钱宇平原患有的“青春期精神综合征”加剧，难以控制情绪。1991年，钱宇平打入第四届富士通杯决赛，但由于病情加剧，不得不弃权。其后在休养两年后，钱一度复出，在1994年曾打入亚洲杯电视围棋快棋赛决赛，负于日本棋手大竹英雄。但不久钱病情复发，只得彻底退出职业棋坛休养至今。
钱的棋风稳重厚实，有“钝刀”之誉，著有《钝刀——钱宇平自战百局》一书。

## 国际比赛成绩
| 赛事       | 1989 | 1990 | 1991 | 1992 | 1993 | 1994 |
| ---------- | ---- | ---- | ---- | ---- | ---- | ---- |
| 应氏杯     | —    | —    | —    | ×    | —    | —    |
| 富士通杯   | 16强 | ×    | 亚军 | 16强 | ×    | 8强  |
| 东洋证券杯 | ×    | 8强  | —    | ×    | ×    | 8强  |
| 亚洲杯     | ×    | 4强  | ×    | ×    | ×    | 亚军 |
| 真露杯     | —    | SBS> | ×    | ×    | ×    | ×    |

- 注1：赛事年份以本赛开赛年份计算，赛事以首届冠军产生时间排序，亚洲杯快棋赛、团体赛列后
- 注2：斜体 表示本赛中未赢一局，x 表示未参加该届本赛，— 表示当年度未新开届